# Zalavári Béla
Zalavári Béla (Budapest, 1955. december 28. –) magyar színész, színházpedagógus, művelődésszervező-kulturális menedzser. 

## Életpályája
Színészettel a 25. Színház, majd a Népszínház Stúdiójában kezdett el foglalkozni. 1979-től a Népszínház színésze volt. 1991-től szabadfoglalkozású művész. Kulturális menedzseri diplomáját Nyíregyházán szerezte, színészpedagógusi végzettségét az Apor Vilmos Katolikus Főiskolán. 

## Fontosabb színházi szerepei
- Frank Wedekind: A tavasz ébredése... Róbert, diák
- Jevgenyij Lvovics Svarc: Hókirálynő... Kei
- Arthur Fauquez: Toronyóra lánccal... Rómeo
- Friedrich Schiller: Ármány és szerelem... Első komornyik
- Schönthan testvérek – Kellér Dezső – Szenes Iván: A szabin nők elrablása... Szendeffy Endre
- Szigligeti Ede: Liliomfi... Szellemfi; Uracs; Legény; Pandúr
- Szigligeti Ede: A mama... Béla; Második vendég
- Hunyady Sándor: Júliusi éjszaka... Vőlegény
- Lengyel Menyhért: Róza néni... Jenő
- Barta Lajos: Szerelem... Ifj. Biky
- Tersánszky Józsi Jenő: A harmadik fiú... Jankó
- Jékely Zoltán: Mátyás király juhásza... Gergő juhász
- Tabi László: A tettes ismeretlen (Enyhítő körülmény)... Vogel portás
- Csurka István: Házmestersirató... Lippai Géza
- Gyárfás Endre: Márkus mester visszatér... Vadmalac; Borz
- Békés József: Sándor, József, Benedek... Sándor
- Marsall László: Sziporka és a sárkány... Sárkány, Sutyi, Satamata, Sadri
- Vlasta Pospíąilová: Visszhanghercegnő... Rugantino; Faggiolino